# Велики купусар
Велики купусар (лат. Pieris brassicae) врста је лептира из породице белаца (лат. Pieridae).

## Опис врсте
Врх крила је зашиљен, а изражен црни појас прати ивице крила. Среће се по баштама и влажним стаништима, обично појединачно. Највећи купусар у Србији. Иако је некад сматран честом врстом, данас је на листи угрожених, вероватно услед прекомерне употребе пестицида на гајеном купусу.
Има више генерација годишње, које лете од априла до септембра. Врста презимљава у стадијуму лутке. Гусенице се срећу до ране јесени. Маркираније су од осталих гусеница из породице белаца. Интегумент је у основи жут, али густо прекривен црним папилама различите величине које носе сете. Папиле изостају у регији медиодорзалне линије.

## Распрострањење и станиште
Распрострањен је широм Европе, северне Африке и Азије до Хималаја често на пољопривредним површинама, ливадама и парковима. Успео је да успостави популацију у Јужној Африци и 1995. године се предвиђало да ће се проширити на Аустралију и Нови Зеланд.
Велики белац је снажан летач и британска популација је у већини година појачана миграцијама са континента. Расути извештаји о великом белцу са североистока Сједињених Држава (Њујорк, Роуд Ајланд и Мејн) током прошлог века су сумњиве природе и указују на случајан транспорт или намерно ослобађање. Овакви уноси прете да успоставе ову пољопривредну штеточину у Северној Америци.
Године 2010, лептир је пронађен у Нелсону на Новом Зеланду где је познат као велики бели лептир. Класификован је као нежељена штеточина због потенцијалног утицаја на усеве. Током ограниченог периода у октобру 2013. Одељење за конзервацију је понудило новчану награду за хватање лептира. После две недеље, јавност је ухватила 134 лептира, зарађујући 10 долара за сваког предатог. Као резултат ове и других мера задржавања, као што је преко 263.000 претрага на горњем Јужном острву и ослобађање оса грабљивица, велики белац је званично проглашен искорењеним са Новог Зеланда према подацима из децембра 2014. године.

### Јаја
Јајне ћелије великог купусара су бледо жуте, постају тамније жуте у року од двадесет четири сата од постављања јаја. Неколико сати пре излегања, оне постају црне, љуска провиднија, а ларве су видљиве унутра.

### Ларве
Велике беле ларве доживљавају четири митарења и пет фаза. Прва фаза прати излегање из јајета у велике беле ларве. Ларве су светло жуте боје са карактеристичним браон главама и меког тела. Ларве изгледају као да су јако длакаве. Након митарења, ларве улазе у другу фазу. Имају туберкуле прекривене црном длаком. У трећем степену, велике беле ларве показују више активности. Ова фаза је када се примети да ларве халапљиво једу и наносе значајну штету биљци домаћину. У овом тренутку примећује се да су више жуте боје, прошаране црним тачкама. Након трећег степена, ларве пролазе кроз четврти степен, са сличним изгледом као и ларве трећег степена, али са већом величином и интензивнијом исхраном. Примећено је да су велике беле ларве цилиндричне, робусне и издужене до петог степена, жуте боје и са јарким бојама на стомаку и грудном кошу. Такође се примећује да имају сиву и црну главу. Ова фаза захтева максималан квалитет и количину хране како би се помогао потпуни развој, иначе ларва угине пре него што постане одрасли лептир.

### Имаго
Код мужјака и код женки, крила су бела са црним врховима на предњим крилима. Женка такође има две црне тачке на сваком предњем крилу. Доња страна сваког крила је бледо зеленкаста и служи као одлична камуфлажа у мировању. Црне ознаке су углавном тамније у летњем леглу. Распон крила великог белог лептира у просеку достиже 5 до 6,5 .
- Pieris brassicae ♂
- Pieris brassicae ♂ △
- Pieris brassicae ♀
- Pieris brassicae ♀ △

#### Мужјаци
Горња страна мужјака је кремасто бела. Предње крило је иротирано (посуто) црним љускама у основи и дуж косталне области на кратком растојању. Врх и крај изнад вене 2 су мање-више широко црни са унутрашњом ивицом црне области која садржи правилну равномерну кривину. Код једног или два примерка пронађена је мала уздужно уска црна мрља у међупростору 3. Задње крило: уједначено, иротирано са црним љускама у основи, велика црна субкостална тачка испред врха, а код неколико примерака индикације црне љуспице на термену с предње стране. Доња страна предњег крила је бела, благо иротирана са црним љускама у основи ћелије и дуж костала. Врх је светло окер браон са великом црном мрљом у спољној половини међупростора 1 и још једном квадратном црном мрљом у основи међупростора 3. Задње крило је светло окербраон, уско ироирано са ситним црним љускама. Субкостална црна тачка пре врха се види са горње стране. Антене су црно-беле на врху. Глава, грудни кош и стомак су црни, са мало белих длачица, а подножје је беличасто.

#### Женке
Горња страна женке је слична оној код мужјака, али је ирорација црних љускица на дну крила проширена. Црно подручје на врху и завршном делу предњег крила је шире, његова унутрашња ивица мање је равномерно закривљена. Упадљива велика, црна тачка такође постоји у спољној половини међупростора 1 близу основе међупростора 3. На задњем крилу субкостална црна тачка пре врха је много већа и истакнутија. Доња страна је слична оној код мужјака, али је врх предњег крила и цела површина задњег крила светло окер жуте, а не окербраон боје. Црне мрље диска на предњем крилу су много веће. Антене, глава, грудни кош и стомак женки су исти као и код мужјака.

## Станиште
Станиште великог белог лептира се састоји од великих отворених простора, као и фарми и повртњака, због доступности извора хране. Неке омиљене локације укључују зидове, ограде, стабла дрвећа, а често и њихову храну. Они првенствено лебде око ових локација, које би требало да садрже дивље и култивисано крстоносно поврће, као и уљану репицу, купус и прокељ.

## Репродукција и развиће

### Систем парења
Ови лептири могу бити полиандрани, али то није преовлађујући систем парења. То значи да, иако неке женке лептира могу имати више од једног партнера, већина великих белих женки има само једног мужјака у исто време кроз моногамни систем парења.
Сваке године се производе две генерације лептира. Прво легло се састоји од одраслих јединки са пролећним излежавањем око априла. Друго легло чине одрасле јединке које се излегу око јула. Понекад се треће легло може приметити и даље током лета ако је време довољно топло.

## Биљке хранитељке
Основне биљке хранитељке су из породице купуса (Brassicaceae).

## Однос са људима

### Улога као штеточина
Усеви који су најосетљивији на оштећења од P. brassicae у подручјима у Европи су они из рода Brassica (купус, горушица и њихови сродници), посебно прокељ, купус, карфиол, келераба, репица, подземна кораба и бела репа. Напади на усеве су прилично локализовани и могу довести до 100% губитка усева на одређеном подручју. Поред тога, због своје јаке склоности миграцији, одрасли могу заразити нова подручја која су раније била слободна од напада. Пошто се многе биљке домаћини P. brassicae продају за конзумацију, оштећења од ових лептира могу проузроковати велико смањење вредности усева. Ларве такође могу да уђу у главице купуса и карфиола и да изазову штету. Високе популације ових ларви такође могу скелетизирати своје биљке домаћине. У данашњим областима као што је Велика Британија, P. brassicae су сада мање опасни као штеточине због природних и хемијских опција контроле. Међутим, и даље се сматра штеточином у другим европским земљама, у Кини, Индији, Непалу и Русији. Заправо, процењује се да узрокује губитак приноса од преко 40% годишње на различитим културама поврћа у Индији и Турској.

## Подврсте
Подврсте обухватају следеће:
- Pieris brassicae azorensis Rebel, 1917
- Pieris brassicae brassicae (Linnaeus, 1758)
- Pieris brassicae catoleuca Röber, 1896
- Pieris brassicae cyniphia (Turati, 1924)
- Pieris brassicae cypria Verity, 1908
- Pieris brassicae italorum Stauder, 1921
- Pieris brassicae nepalensis Gray, 1846
- Pieris brassicae ottonis Röber, 1907
- Pieris brassicae subtaeniata (Turati, 1929)
- Pieris brassicae vazquezi Oberthür, 1914
- Pieris brassicae verna Zeller, 1924
- Pieris brassicae wollastoni (Butler, 1886) †